# Karamürsel, Kızılırmak
Karamürsel là một xã thuộc huyện Kızılırmak, tỉnh Çankırı, Thổ Nhĩ Kỳ. Dân số thời điểm năm 2010 là 401 người.